# Gare de Moravské Bránice
Moravské Bránice est une gare ferroviaire située au point kilométrique 131,862 de la ligne ferroviaire Brno-Hrušovan nad Jevišovkou, qui porte la ligne n° 244 dans l'horaire. La gare, d'où part également la ligne vers Oslavan, est située dans la partie ouest du village de Moravské Bránice dans le district de Brno-venkov en Tchéquie. Le bâtiment de la gare est typique du chemin de fer; on en retrouve d'autres gares dans ce style sur la ligne qui reliait Brno à Vienne.

## Histoire
En 1868–1870, une ligne de Vienne via Hrušovany nad Jevišovka à Brno a été construite par la k. k. Compagnie privilégiée ferroviaire nationale autrichienne (StEG). La gare de Moravské Bránice, située sur une colline à l'ouest du village de Moravské Bránice, était située au point kilométrique 131,862 de la ligne. Le nom original était Kanitz-Eibenschitz (Kounice-Ivančice). Le premier chef de gare était un M. Helebrant .
Le 3 avril 1885, une approbation préliminaire a été donnée pour les travaux préparatoires à la construction d'un chemin de fer de la gare de Hrušovany via Ledce, Pravlov, Moravské Bránice (où il devait traverser la ligne viennoise existante) à Ivančice avec un embranchement à Oslavany. Le projet définitif n'a été élaboré par l'entrepreneur en construction Osvald Žiwotski qu'en 1907, et la même année, le projet de construction du chemin de fer Moravská Bránice – Ivančice – Oslavany a été approuvé par le Ministère tchèque des Chemins de fer. La construction a commencé le 28 février 1911 et la ligne secondaire a été inaugurée le 14 juillet 1912 .
Une plaque à la gare est dédiée aux employés du chemin de fer qui ont subi les horreurs des camps de concentration pendant la Seconde Guerre mondiale (voir la photo ci-bas).
Depuis la gare de Moravské Bránice, le chemin de fer circule dans trois directions : le tronçon Moravské Bránice – Střelice est long de 10,775 km, celui de Moravské Bránice – Oslavany est long de 9,150 km et la ligne Moravské Bránice – Hrušovany nad Jevišovka est long de 39,316 km .

## Service des voyageurs

### Desserte

Installations
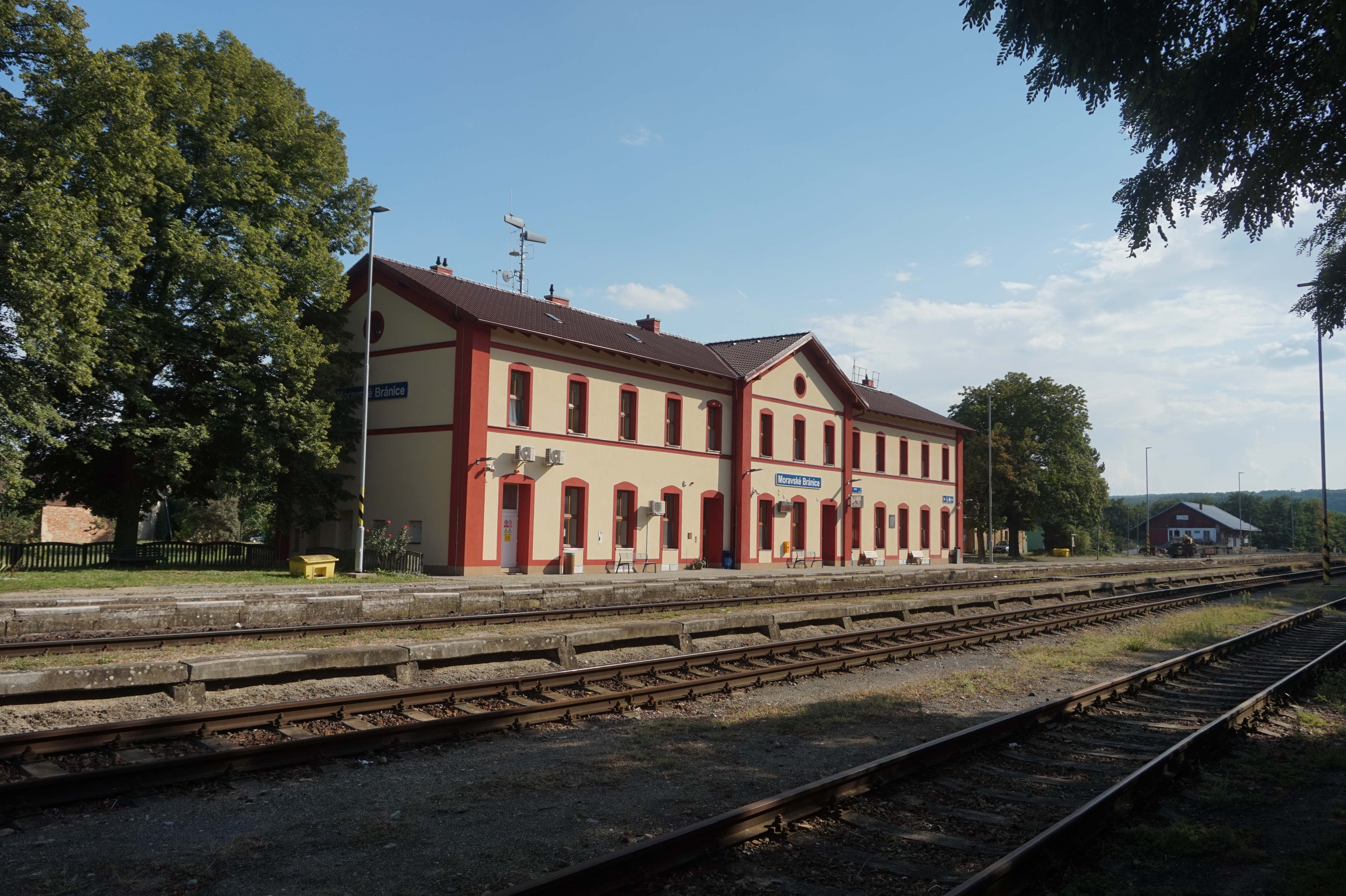
2022.
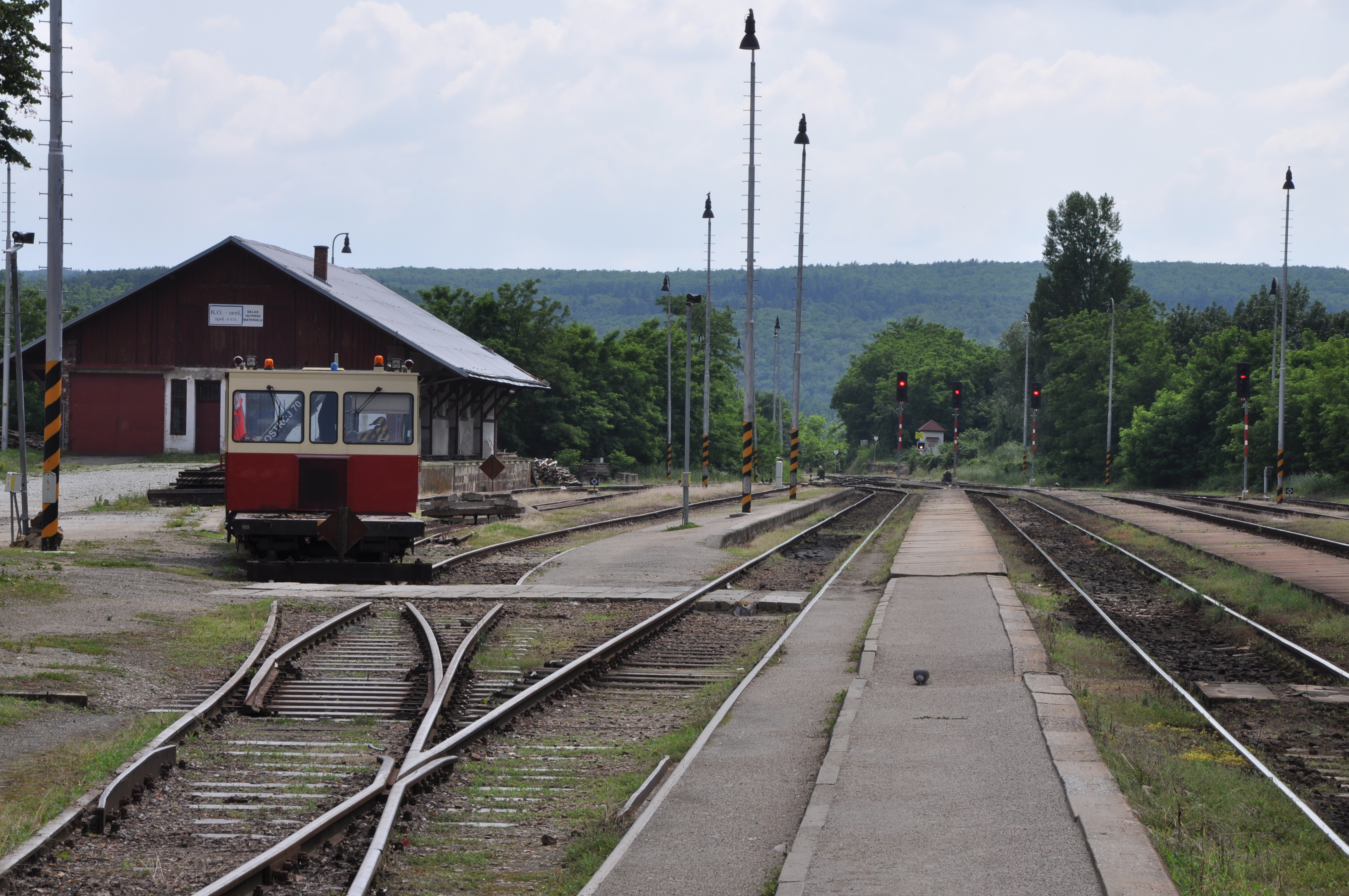
2013.
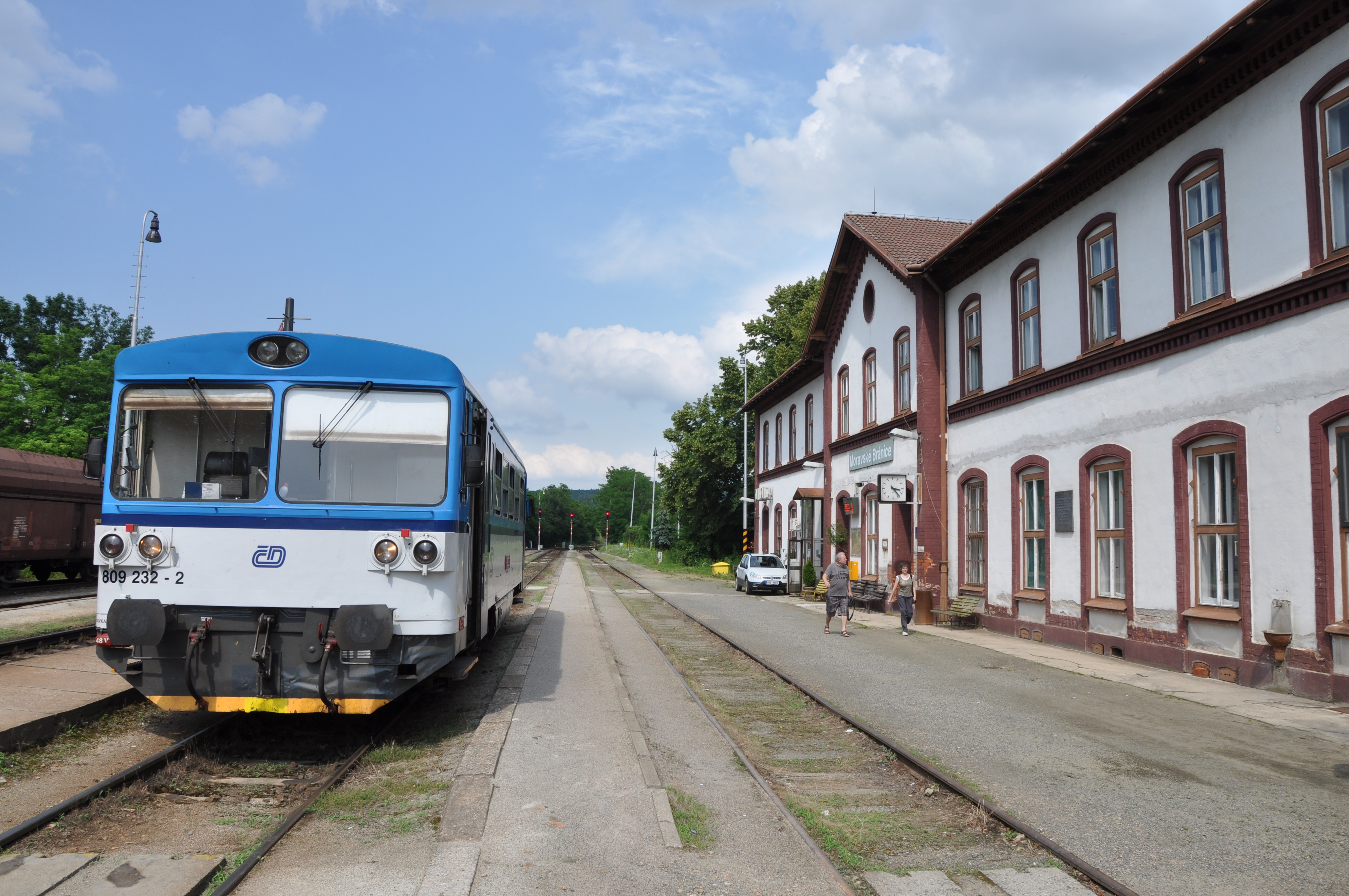
2013.

## Patrimoine ferroviaire

### Bâtiment d'expédition

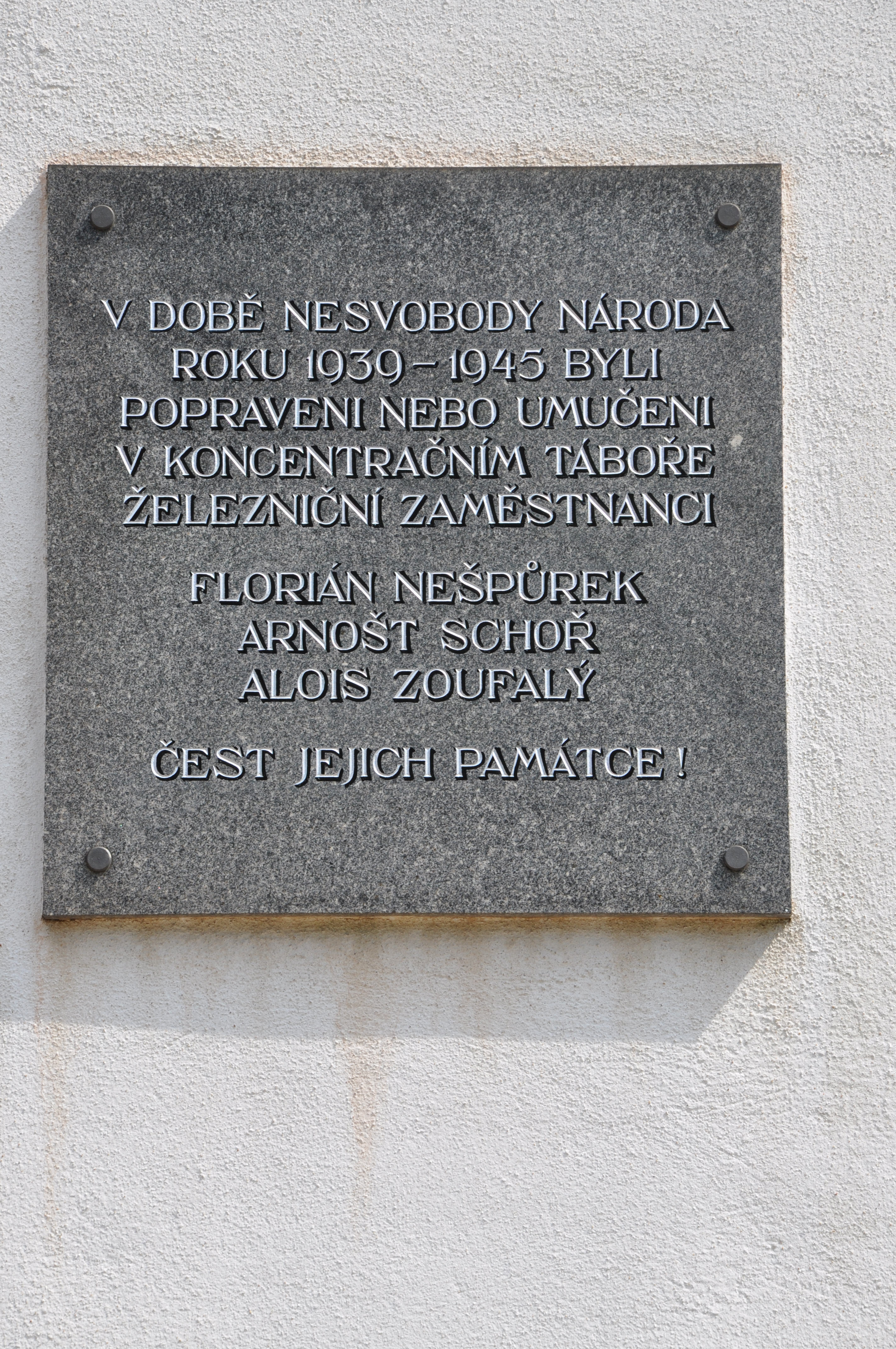
Un mémorial pour les morts. Traduction approximative du texte: "PENDANT LA NÉGALITÉ DE 1939-1945, DES EMPLOYÉS DES CHEMINS DE FER ONT ÉTÉ EXÉCUTÉS OU TORTURÉS DANS LE CAMP DE CONCENTRATION. FLORIAN NESPUREK, ARNOST SCHOR, ALOIS ZUPALY, HONOREZ LEUR MÉMOIRE !"

Le bâtiment de la gare a été construit en 1868-1869 selon le modèle typique des bâtiments d'expédition du StEG. Le bâtiment d'exposition d'un étage a un plan d'étage rectangulaire avec une élévation centrale à trois axes. Le bâtiment est enduit de blanc avec des volets rouges contrastants autour des fenêtres et des entrées, avec une corniche centrale en briques rouges cuites sans enduit. Les écus à fenêtres en biseau à chanfrein rouge sont ornés de denticules de briques rouges cuites sans enduit. Le toit est à pignon. Il y avait aussi un restaurant dans le bâtiment d'origine, qui a été transformé en appartement du personnel en 1875. Le centre du bâtiment est situé au point kilométrique 131,862, qui est aussi le début du chemin de fer vers Oslavan (au point kilomkétrique 0,0). Des rampes de chargement avec un bâtiment de stockage ont été construites à la gare .
Le 27 octobre 1945, une plaque commémorative est apposée sur l'édifice pour honorer la mémoire des cheminots martyrs .
Dans les années 1969-1975, des trains de charbon allant au-delà de Zbýšov vers la centrale électrique d' Oslavan passaient par la gare. Deux paires de trains complets passaient quotidiennement, les ensembles étaient tractés par une locomotive de classe 556.0 .

### Construction et signalisation de la gare
La balise n ° 1 a été construite selon le modèle 5007 dans le promontoire nord (tirant). Une structure en bois avec un toit à pignon a été construite sur un socle en brique. Le dispositif de commande électromécanique RANK a été conçu pour contrôler la boîte de signalisation. Les gares sont progressivement équipées de ces équipements dans les années 1920 et 1930.
En 2010, le bureau du bureau du répartiteur et le dispositif électromécanique de commande RANK du standard n ° 1 ont été transférés au musée ferroviaire KMD à Kroměříž .

### Château d'eau
À côté du bâtiment d'expédition se trouve le bâtiment en brique du réservoir ferroviaire. Le bâtiment du château d'eau est une tour à axe unique d'un étage avec un toit à pignon avec des ailes latérales. Les pignons triangulaires et les corniches du toit sont décorés de denticules en briques rouges cuites sans enduit. La corniche centrale profilée est en briques rouges cuites sans enduit, les angles ont été ornés de moulures.
L'eau était pompée dans le réservoir à l'étage supérieur à partir d'un puits qui se trouvait dans le champ sous la gare. La pompe pour transporter l'eau était actionnée par une petite machine à vapeur. L'ensemble a été placé dans le sous-sol de la maison, qui s'appelle Mašinhóz . La pompe a été fabriquée en 1869 dans les forges hongroises de Reșița. À partir de 1925, la pompe est entraînée par un moteur électrique. Le bâtiment est adapté pour un restaurant. La chaudière à vapeur de 1918 fait partie de la décoration d'époque du restaurant.
Du réservoir d'eau, l'eau était acheminée par un tuyau de descente vers deux grues à eau à côté des voies. Au moment où le chemin de fer a commencé à fonctionner, les grues à eau n'avaient pas encore été construites, de sorte que les locomotives empruntaient la 8e voie jusqu'à l'usine d'eau, où l'eau était pompée dans les annexes des locomotives .